# Trung Quang De
Trùng Quang Đế, född Trần Quý Khoáng, död 1414, var den andra och sista kejsaren av senare Trandynastin i Vietnam. Han regerade från 1409 till 1414 och när han tillfångatogs av trupper från Mingdynastin slutade Vietnam att vara en självständig stat och kom under kinesisk överhöghet. Trùng Quang Đế fördes på en djonk till Peking men kastade sig i vattnet och drunknade.